# دانشگاه گیلان
دانشگاه گیلان یکی از دانشگاه‌های دولتی ایران است. این دانشگاه در سال ۱۳۵۳ راه‌اندازی شد. پردیس اصلی و برخی پردیس‌های آن در شهر رشت قرار دارد. 
بر اساس آخرین رتبه‌بندی شانگهای، دانشگاه گیلان در رتبه‌بندی سال ۱۳۹۳ در رده‌ی هشتم دانشگاه‌های جامع و بزرگ کشور قرار گرفت. همچنین بر اساس رتبه‌بندی تایمز در سال ۲۰۱۹ میلادی، دانشگاه گیلان در رده‌ی ششم دانشگاه‌های جامع و کامل کشور جای گرفته است.

## تاریخچه
تأسیس دانشگاه گیلان در سال ۱۳۵۳ خورشیدی به تصویب شورای گسترش آموزش عالی رسید. در سال‌های ۱۳۵۵–۱۳۵۴ در چارچوب قرارداد بین دولت‌های ایران و آلمان غربی سابق، دانشگاه گیلان تأسیس شد و از سال ۱۳۵۶ فعالیت‌های آموزشی خود را با پذیرش ۱۵۵ دانشجو در ۹ رشته تحصیلی آغازکرد. در سال ۱۳۵۶ مدرسه عالی مدیریت و مدرسه عالی بازرگانی رشت (تأسیس ۱۳۴۶) که تنها مراکز آموزش عالی در استان گیلان بودند با دانشگاه گیلان ادغام و فعالیت‌های آموزشی آن تا پایان سال تحصیلی ۱۳۵۸ با تعداد ۶۰۵ نفر دانشجو در ۱۴ رشته تحصیلی ادامه‌یافت.
پس از پیروزی انقلاب اسلامی، دانشگاه گیلان به‌طور مستقل و بدون وابستگی به آلمان، فعالیت‌های آموزشی خود را در ۸ رشته‌ تحصیلی و با حدود ۵۰۰ دانشجو از سرگرفت و با رشد و گسترش آموزش عالی در کشور، دانشکده‌های علوم پایه، فنی، علوم کشاورزی، علوم انسانی و پزشکی ساخته شد و پس از آن نیز دانشکده‌‌های تربیت‌بدنی و علوم ورزشی، دانشکده‌ منابع طبیعی و معماری و هنر تأسیس‌ شدند.

## هم‌اکنون

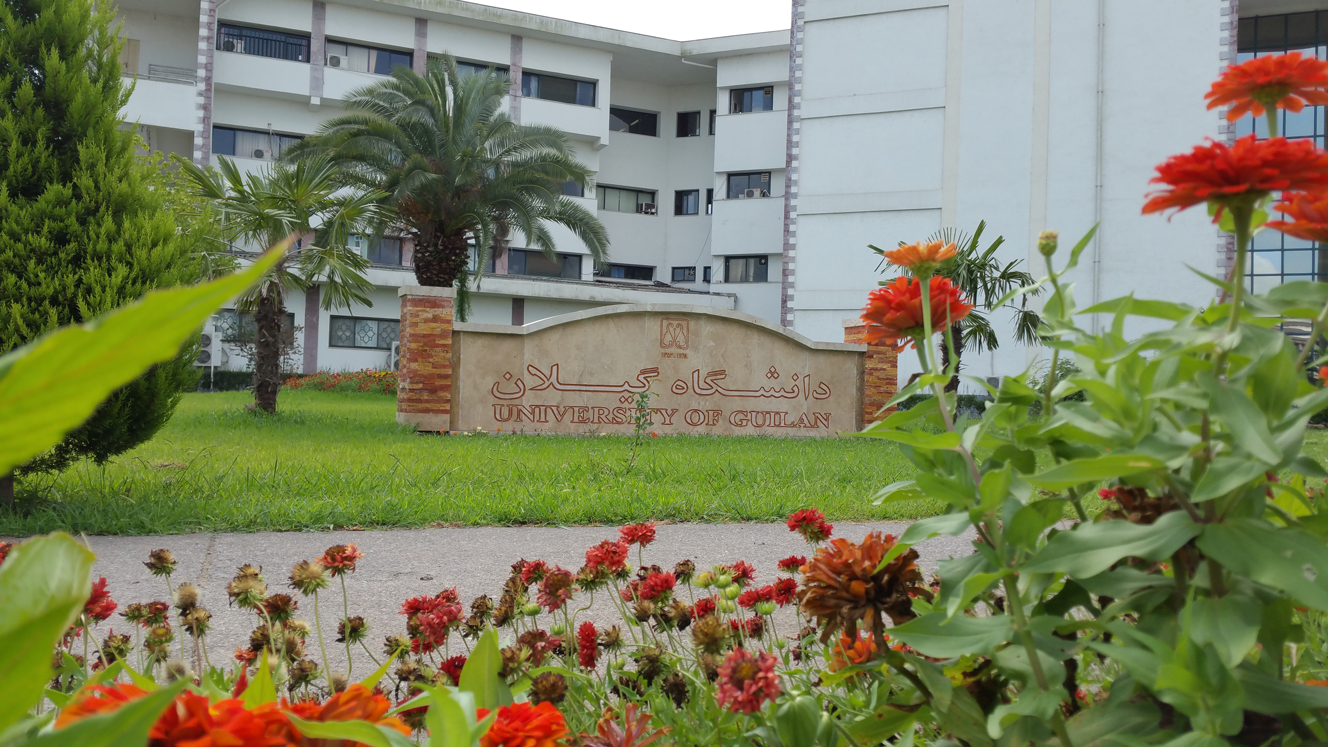
محوطه سازمان مرکزی دانشگاه گیلان

دانشگاه گیلان هم‌اکنون با ۱۱ دانشکده و ۱ واحد پردیس بین‌الملل و ۲ پژوهشکده (حوزه آبی دریای خزر و گیلان‌شناسی) با بیش از ۵۸۰ عضو هیئت علمی، نزدیک به ۲۴۰۰۰ دانشجو دارد. و به عنوان یکی از بزرگ‌ترین مراکز آموزش عالی در منطقه شمال کشور مشغول به فعالیت‌های آموزشی و پژوهشی می‌باشد.  سالانه حدود ۶۰۰۰ نفر دانشجو را در ۳۱۰ رشته - گرایش در مقاطع تحصیلی کارشناسی (۱۱۲ رشته - گرایش)، کارشناسی ارشد (۱۴۸ رشته - گرایش) و دکترا (بیش از ۵۰ رشته- گرایش) برای دوره‌های روزانه، شبانه، پردیس و مجازی پذیرش می‌کند. دانشگاه گیلان از اواخر دهه ۱۳۶۰ پذیرنده دانشجو در مقاطع تحصیلات تکمیلی بوده‌است. این دانشگاه دارای پردیسی زیبا و سرسبز در خطهٔ شمالی کشور است که فضایی مناسب برای دانشجویان فراهم کرده است. اغلب اساتید این دانشگاه از دانشگاه‌های معتبر داخلی و خارجی فارغ‌التحصیل شده‌اند و برخی دیگر از فارغ‌التحصیلان ممتاز همین دانشگاه هستند.

## افتخارات و سوابق
دانشگاه گیلان از لحاظ تولیدات علمی با کیفیت در جایگاه دانشگاه‌های مطرح ایران به‌شمار می‌آید. ثبت تعداد قابل توجهی از مدارک علمی (مانند همکاری‌های بین‌المللی، مقالات علمی، طرح‌های پژوهشی و پژوهش‌های تقاضامحور، پایان‌نامه‌های برتر دانشجویی، اختراعات و اکتشافات و کتب علمی یا هنری چاپ شده) بیانگر این مسئله است. سابقه این اطلاعات در سامانهٔ معاونت پژوهشی دانشگاه گیلان و کارنامهٔ پژوهشی سالیانه این دانشگاه موجوداست.
دانشگاه گیلان میزبان استادان برجسته و پژوهشگرانی است که از وجهه ملی و بین‌المللی برجسته‌ای برخوردار هستند. قرارگیری نام برخی از اعضای هیئت علمی این دانشگاه در بین دانشمندان برجستهٔ ایران و یک درصد برتر تولیدکنندگان علم در جهان مبین این مسئله است. 
از اعضای هیئت علمی برجستهٔ افتخاری این دانشگاه می‌توان به نام حسن ابراهیم‌زاده اشاره کرد که از چهره‌های شاخص بین‌المللی است.
دانشگاه گیلان بیش از ۲۰ مجلهٔ معتبر در زمینه‌های مختلف علمی و هنری دارد که تعدادی از آن‌ها به زبان انگلیسی است . همچنین همه ساله تعداد زیادی کتب علمی در این دانشگاه به چاپ می‌رسد.
علاوه بر این، برخورداری از تعداد زیادی از دانشجویان ممتاز در آزمون‌های سراسری و المپیادهای دانشجویی از جمله افتخارات دانشگاه گیلان محسوب می‌شود.
علیرضا تغابنی معمار برجسته ایرانی نیز از دانش‌آموختگان این دانشگاه است.

## رؤسای دانشگاه

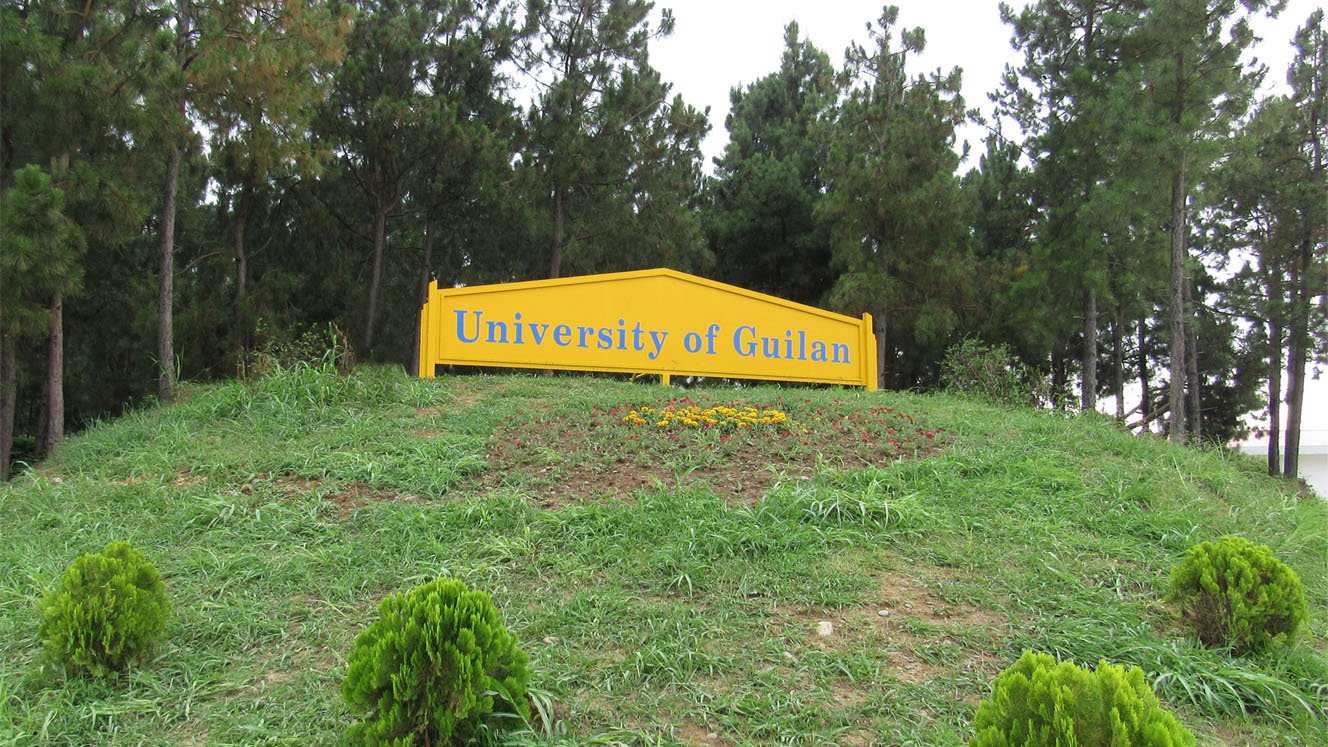
محوطهٔ زیبای پردیس اصلی دانشگاه گیلان

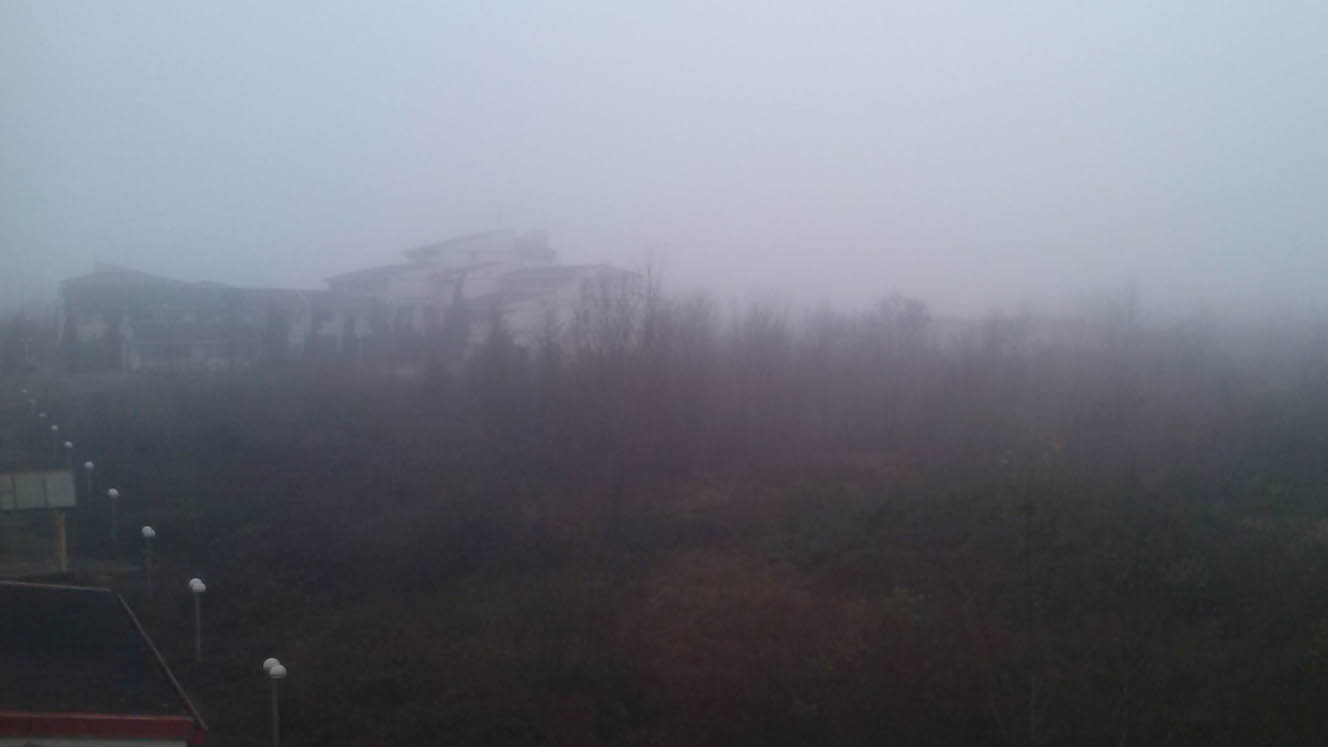
صبح مه‌آلود پاییزی در پردیس اصلی دانشگاه گیلان

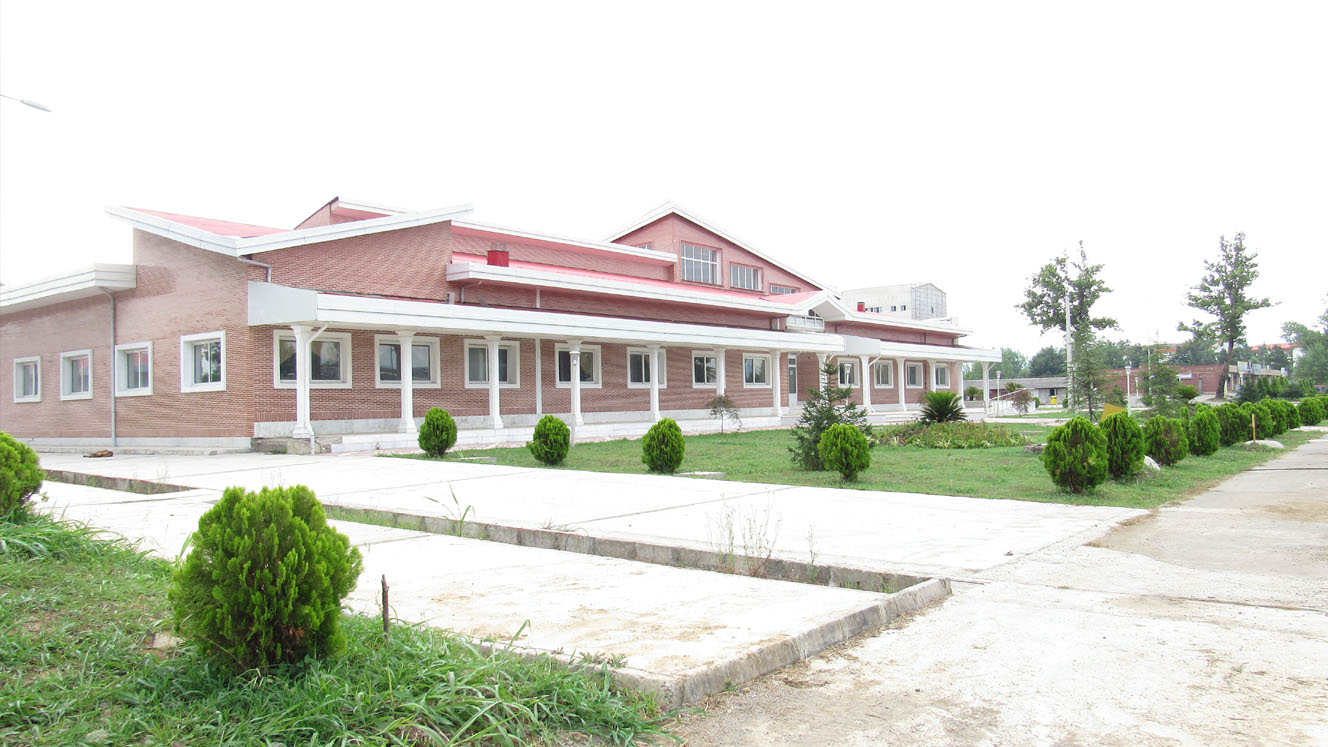
بخشی از نمای بیرونی پردیس اصلی دانشگاه گیلان

ریاست این دانشگاه هم‌اکنون بر عهده محمد دوستار است که در فروردین ۱۴۰۳ به این سمت منصوب شده‌است. محمد دوستار دارای دکتری تخصصی در رشته مدیریت گرایش رفتار سازمانی می‌باشد.
افراد زیر ریاست این دانشگاه را در طول سالیان گذشته بر عهده داشته‌اند:
| نام                        | گرایش تحصیلی                  | دانشگاه                                                          | آغاز                    | پایان           |
| -------------------------- | ----------------------------- | ---------------------------------------------------------------- | ----------------------- | --------------- |
| حسین سپاسگزاریان           | کشاورزی (دفع آفات و کنه‌شناسی) | دانشگاه هوفنهایم                                                 | ۲۸ مرداد ۱۳۵۵           | ۲۷ شهریور ۱۳۵۵  |
| کورش اقبال                 |                               |                                                                  | ۲۷ شهریور ۱۳۵۵          | ۹ اردیبهشت۱۳۵۷  |
| محمد دانشور                |                               |                                                                  | ۹ اردیبهشت ۱۳۵۷         | ۳ تیر ۱۳۵۸      |
| پرویز البرز                |                               |                                                                  | ۴ تیر ۱۳۵۸              | ۳۰ خرداد ۱۳۵۹   |
| اسدالله آسرایی (قائم مقام) | ریاضی                         | دانشگاه سالفورد                                                  | ۳۱ خرداد ۱۳۵۹           | ۲۲ مهر ۱۳۵۹     |
| فتح‌الله مضطر زاده          | مهندسی مواد                   | دانشگاه فنی کلاوستال                                             | ۲۳ مهر ۱۳۵۹             | ۱۵ اسفند ۱۳۵۹   |
| محمدرضا غلامی              |                               |                                                                  | ۱۶ اسفند ۱۳۵۹           | ۱۶ شهریور ۱۳۶۲  |
| نصرالله ضرغام              |                               |                                                                  | ۱۷ شهریور ۱۳۶۲          | ۱۶ آذر ۱۳۶۷     |
| اصغر ورسه ای               | ریاضی (نظریه احتمال)          | دانشگاه منچستر                                                   | ۱۷ آذر ۱۳۶۷             | ۳۰ آبان ۱۳۷۴    |
| عباس صاحب قدم لطفی         | شیمی بالینی                   |                                                                  | ۱ آذر ۱۳۷۴              | ۱۵ آذر ۱۳۷۶     |
| داوود احمدی دستجردی        | ریاضی (سیستم‌های دینامیکی)     | دانشگاه لیورپول                                                  | ۱۶ آذر ۱۳۷۶             | ۷ بهمن ۱۳۸۴     |
| عبدالله حاتم زاده          | بیوشیمی گیاهی                 | گلاسکو                                                           | ۸ بهمن ۱۳۸۴             | ۱۹ آذر ۱۳۹۲     |
| احمد رضی                   | ادبیات و زبان فارسی           | دانشگاه علامه طباطبایی                                           | ۲۰ آذر ۱۳۹۲             | ۲۱ آذر ۱۴۰۰     |
| فرید نجفی                  | مهندسی مکانیک                 | [[:en:Bauman_Moscow_State_Technical_University\|]] دانشگاه باومن | ۲۲ آذر ۱۴۰۰             | ۲۸ فروردین ۱۴۰۳ |
| محمد دوستار                | مدیریت گرایش رفتار سازمانی    |                                                                  | ۲۸ فروردین ۱۴۰۳ تا کنون |                 |

## دانشکده‌ها

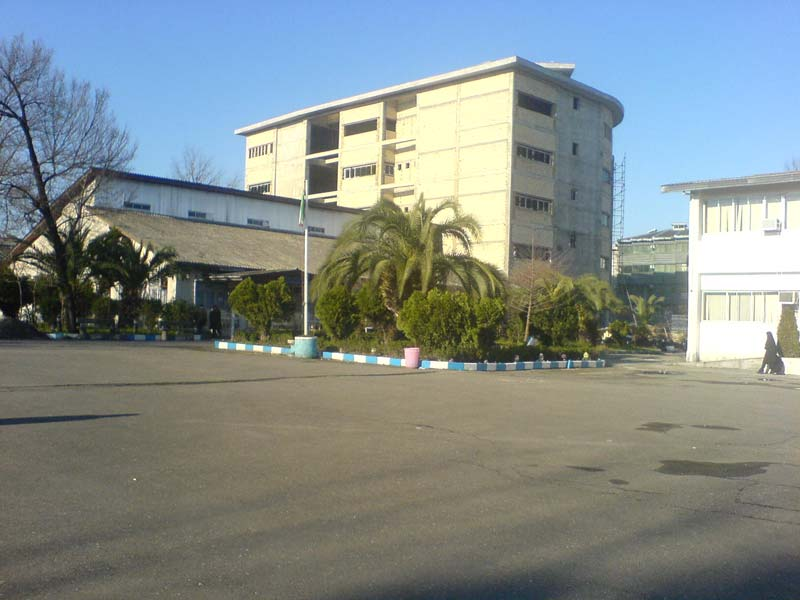
دانشکده علوم پایه دانشگاه گیلان

دانشگاه گیلان دارای ۱۳ دانشکده و یک واحد پردیس بین‌الملل است:
- دانشکده ادبیات و علوم انسانی
- دانشکده علوم پایه
- دانشکده فنی شرق
- دانشکده علوم کشاورزی
- دانشکده فنی
- دانشکده مهندسی مکانیک
- دانشکده تربیت بدنی و علوم ورزشی
- دانشکده منابع طبیعی
- دانشکده معماری و هنر
- دانشکده علوم ریاضی

## مراکز پژوهشی
دانشگاه گیلان هم‌اکنون دارای دو پژوهشکده به نام‌های پژوهشکده حوضه آبی دریای خزر و پژوهشکده گیلان‌شناسی بوده و گروه‌های پژوهشی آزمایش سرزمین و کرم ابریشم به همراه مرکز قطب علمی ورزش و تندرستی بایگانی‌شده  در ۳۰ ژانویه ۲۰۲۱ توسط Wayback Machine و قطب علمی بهینه‌سازی ریاضی سایر مراکز پژوهشی مستقر در دانشگاه گیلان را تشکیل‌ می‌دهند.

## هیئت امنا
|   | نام ونام خانوادگی    | سمت                                                         |
| ۱ | دکتر محمدعلی زلفی گل | وزیر علوم، تحقیقات و فناوری و رئیس هیئت امنای دانشگاه گیلان |
| ۲ | دکتر محمد دوستار     | رئیس دانشگاه گیلان و دبیر هیئت امنای دانشگاه گیلان          |

## آدرس دانشگاه گیلان
اغلب دانشکده‌های دانشگاه گیلان در پردیس اصلی در کیلومتر ۵ آزادراه قزوین-رشت قرار دارند. دانشکده تربیت بدنی دانشگاه گیلان در نزدیکی پردیس اصلی در آزادراه قزوین-رشت قرار دارد. همچنین دانشکده علوم پایه دانشگاه گیلان در مرکز شهر رشت در خیابان منظریه قرار دارد. دانشکده منابع طبیعی نیز در صومعه سرا واقع شده است.

## دانشکده تربیت بدنی و علوم ورزشی
گروه تربیت بدنی و علوم ورزشی در سال۱۳۵۳ بر اساس تفاهم‌نامه همکاری ایران و آلمان زیر نظر دانشکده علوم انسانی دانشگاه گیلان راه‌اندازی شد، سپس در سال۱۳۵۷ به عنوان رشته‌ای مستقل، با ۴۴ دانشجو فعالیت خود را آغاز کرد. افزایش قابلیت‌های فکری و نیروی انسانی این گروه، ویژگی‌های جغرافیایی و فرهنگی خاص و پیشینه‌ی غنی ورزش در استان گیلان موجب شد تا در سال ۱۳۷۱ موافقت اصولی برای تبدیل گروه به دانشکده از وزارت علوم، تحقیقات و فناوری اخذ شده و دو سال پس از آن، دانشکده تربیت بدنی و علوم ورزشی تأسیس‌ شود. در حال حاضر چهار گروه آموزشی شامل فیزیولوژی ورزشی، مدیریت ورزشی، آسیب‌شناسی ورزشی و حرکات اصلاحی و تربیت بدنی و علوم ورزشی در سه مقطع کارشناسی، کارشناسی ارشد و دکترا در حال فعالیت هستند. از اساتید مطرح دانشکده در کشور در درجه استادی می‌توان به حمید محبی، ارسلان دمیرچی، فرهاد رحمانی‌نیا، مهرعلی همتی نژاد، حسن دانشمندی، رحیم رمضانی‌نژاد، علی اصغر نورسته، بهمن میرزایی و حمید اراضی اشاره‌ کرد.

## دانشکده مکانیک
در سال ۱۳۹۶ گروه مهندسی مکانیک دانشکده فنی طی تلاش‌های اساتید، مدیر گروه وقت، "علی جمالی اسکلکی" و تصمیم هیئت امنای دانشگاه گیلان از دانشکده فنی جدا شده و به یک دانشکده مجزا به نام دانشکده مهندسی مکانیک انتقال یافت. ساختمان اصلی دانشکده مکانیک در پشت دانشکده فنی قرار دارد.

## دانشکده علوم پایه
دانشکدهٔ علوم پایه در سال ۱۳۵۶ فعالیت آموزشی خود را در ۴ گروه فیزیک، ریاضی، زیست‌شناسی و شیمی آغاز کرد و در سال ۱۳۸۲ نیز گروه آموزشی آمار به این دانشکده اضافه شد. در سال ۱۳۸۸ گروه‌های ریاضی و آمار به صورت جداگانه و تحت عنوان دانشکدهٔ علوم ریاضی به فعالیت خود ادامه‌ دادند. دانشکدهٔ علوم در حال حاضر شامل ۳ گروه آموزشی فیزیک، زیست‌شناسی و شیمی می‌باشد. همچنین این دانشکده دارای ۷۸ عضو هیئت علمی است که ۳۲ نفر از آنها متعلق به گروه شیمی، ۲۵ نفر گروه فیزیک و ۲۶ نفر نیز متعلق به گروه زیست‌شناسی هستند.